# Хонатан Майдана
Хонатан Майдана (ісп. Jonathan Maidana, нар. 29 липня 1985, Адроге) — аргентинський футболіст, захисник клубу «Рівер Плейт».
Насамперед відомий виступами за «Боку Хуніорс» та «Рівер Плейт», а також національну збірну Аргентини.

## Клубна кар'єра
Народився 29 липня 1985 року в місті Адроге. Вихованець футбольної школи клубу «Лос Андес». Дорослу футбольну кар'єру розпочав 2004 року в основній команді того ж клубу, в якій провів один сезон, взявши участь у 37 матчах чемпіонату. 
Своєю грою за цю команду привернув увагу представників тренерського штабу «Боку Хуніорс», до складу якої приєднався 2005 року. Відіграв за команду з Буенос-Айреса наступні три сезони своєї ігрової кар'єри.
31 серпня 2008 року уклав контракт з «Металістом», у складі якого провів наступні півтора сезони своєї кар'єри гравця. 
Протягом першої половини 2010 року на правах оренди захищав кольори «Банфілда».
До складу клубу «Рівер Плейт» приєднався влітку 2010 року. Наразі встиг відіграти за команду з Буенос-Айреса понад 150 матчів у національному чемпіонаті.

## Виступи за збірні
2005 року залучався до складу молодіжної збірної Аргентини. На молодіжному рівні зіграв у 2 офіційних матчах, забив 1 гол.
20 квітня 2011 року дебютував в офіційних матчах у складі національної збірної Аргентини в товариському матчі проти збірної Еквадору, що завершився з рахунком 2-2. Наразі провів у формі головної команди країни 2 матчі.

## Досягнення
- Чемпіон Аргентини (4): 2006К, 2008А, Фінал 2014, 2021
- Рекопа Південної Америки (4): 2006, 2008, 2015, 2016
- Кубок Лібертадорес (3): 2007, 2015, 2018
- Південноамериканський кубок (3): 2005, 2006, 2014
- Кубок банку Суруга (1): 2015
- Кубок Аргентини (2): 2016, 2017
- Суперкубок Аргентини (2): 2017, 2019

Збірні
- Срібний призер Кубка Америки: 2016
- Переможець Суперкласіко де лас Амерікас: 2017